# Hippolyte Adam
Hippolyte Adam, né le 8 février 1828 à Boulogne-sur-Mer et mort le 11 juin 1901 à Paris, est un banquier français, maire d'Outreau de 1880 à 1884 et administrateur des chemins de fer. Il a participé à l'essor du Lavandou à la fin du XIXe siècle.

## Biographie

### Une famille influente du Boulonnais
Hippolyte Adam est le fils d'Hercule Adam, juge au tribunal de commerce et banquier, et de son épouse Rose Wissocq,. 
Hippolyte Adam est l’arrière-petit-fils de Jacques Adam-Hochart (1729-1802), fondateur de la banque Adam, ancienne banque régionale de Boulogne-sur-Mer, le neveu d'Alexandre Adam (1790-1886), maire de Boulogne-sur-Mer, président du conseil général du Pas-de-Calais, président de la Chambre de commerce de Boulogne-sur-Mer ayant joué un rôle dans le développement du chemin de fer de Paris à Boulogne-sur-Mer.
Le 25 mai 1861, Hippolyte Adam épouse Marie Perrochaud (1841), nièce de Paul Perrochaud, fondateur de l'hôpital maritime de Berck avec son gendre Henri Cazin. De cette union naîtront quatre filles  : 
- Simone Adam (1862)
- Antoinette Adam
- Madeleine Adam (1873-1955), épouse de Léon Yeatman, avocat et maire d'Outreau de 1912 à 1919 et officier de la Légion d'Honneur ; mère de l'ornithologue Laurent Yeatman, grand-mère de l'autrice Dosithée Yeatman-Berthelot. En 2018, Dosithée Yeatman-Berthelot publie "Souvenirs de la Belle Époque", transcription d'une quarantaine de cahiers dans lesquels Madeleine relate ses années d'enfance au Boulonnais, les salons littéraires et artistiques qu'elle fréquente et enfin les nombreuses amitiés nouées avec Marie Laurencin, Jean Jaurès ou Auguste Renoir.
- Suzanne Adam (1877-1957), épouse de Pierre Antonin Clerc, médecin des hôpitaux de Paris et chevalier de la Légion d'Honneur. Mère de Jacqueline devenue l’épouse d’Andre Ceillier Psychiatre , expert auprès des tribunaux . et Hélène qui épousa Henri Maspero sinologue professeur au collège de France  et résistant mort en déportation.

Les deux témoins de mariage de Madeleine Adam illustrent leurs liens avec les familles influentes du Boulonnais : 
- le peintre Jean-Charles Cazin, ami de la famille ;
- l'ingénieur civil Maurice Lonquéty, cousin de Madeleine, propriétaire de l'hippodrome d'Aubengue, créateur de la Société du tramway pont de Wimereux-Aubengue[4] et un des financiers à l'origine avec Achille Adam des Aciéries Paris-Outreau[5].

### Maire d'Outreau
Entre 1880 et 1884, Hippolyte Adam devient maire d'Outreau. Il est remplacé par Eugène Legros puis le premier adjoint de celui-ci, Felix Delplanque, en décembre 1892, élu face à Hippolyte Adam à 13 voix contre 8,. En 1900, il quitte sa fonction de conseiller municipal.

### Le «premier homme» du Lavandou
Hippolyte Adam a participé au financement du chemin de fer et la construction de la ligne qui reliait Toulon à Saint-Raphaël. Cette ligne a désenclavé le littoral et participé à l'essor touristique du Lavandou à partir des années 1890.
Investi dans le projet, Hippolyte Adam arrive en barque au Lavandou au niveau de la plage du Layet, à une époque où elle n'est accessible que par la mer, lui valant le surnom de « premier homme du Lavandou »,.
En 1888, il décide de s'installer en famille à Cavalière et au cap Layet, où il crée le domaine du Layet. L'accès étant difficile, il fait venir par la mer en pièces détachées un chalet norvégien acheté à l'exposition universelle de 1889 à Paris, qui sera brûlé dans un incendie pendant la Seconde Guerre mondiale. En 1890, il décide de la construction d'une gare à Cavalière. 
Amateur d'art et mécène, il commande des portraits de ses filles à Auguste Renoir qu'il accueille à Cavalière. 
Croyant et pratiquant, Hippolyte Adam commande, en 1898, les plans d'une chapelle à Jean-Charles Cazin. La chapelle servira d'église paroissiale pour Cavalière pendant 60 ans.

### Mort et postérité
Hippolyte Adam meurt en 1901 à Paris, au 47 rue Ampère, dans le 17e arrondissement.
La rue principale du Lavandou a porté son nom avant de devenir la rue De Gaulle ; une place porte désormais son nom. Le Lavandou devient autonome de Bormes-les-Mimosas en 1909.
Pendant la Première Guerre mondiale, un hôpital portait son nom à Outreau.
À Outreau, une rue porte son nom.